# Muhabura

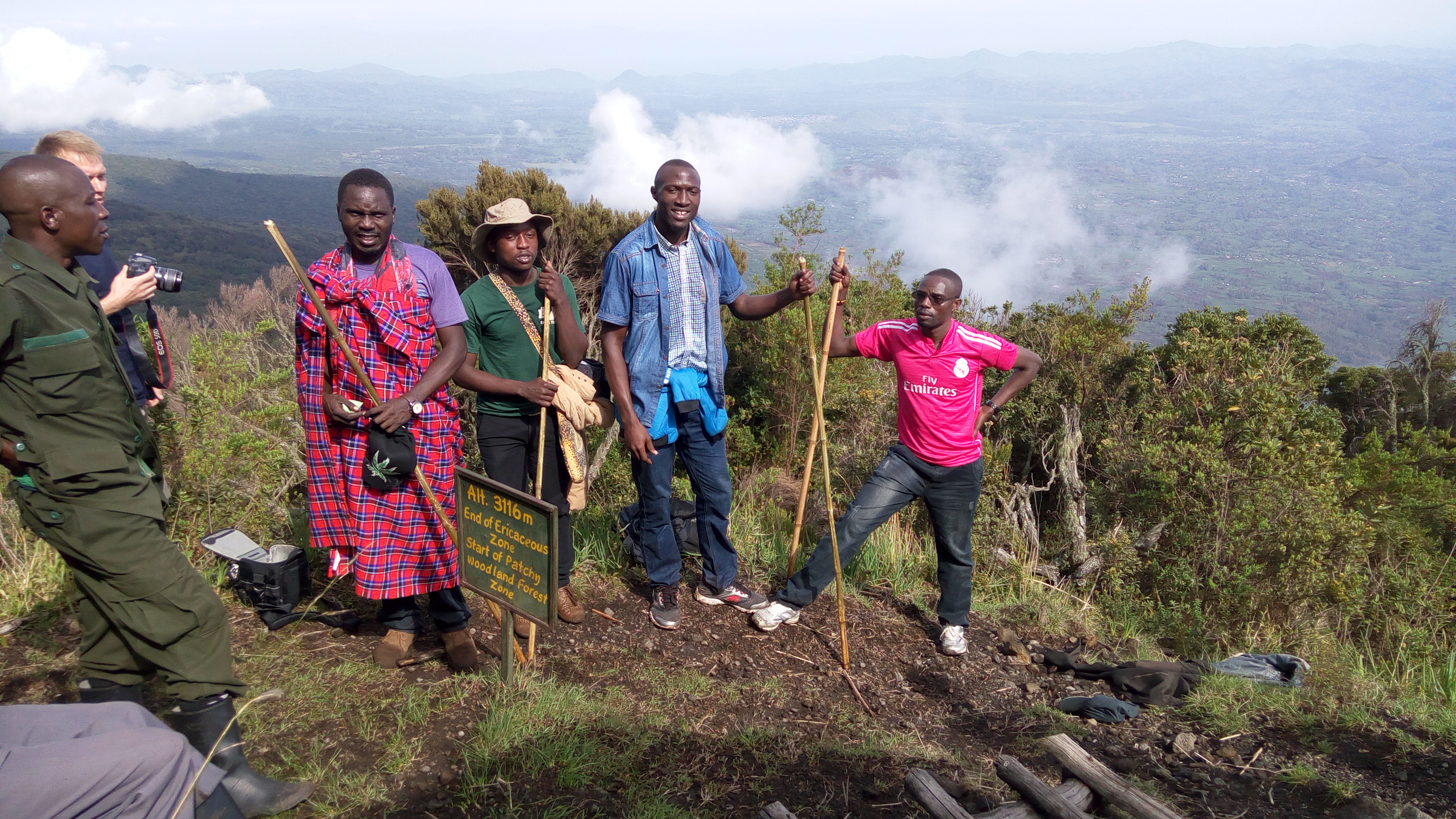
Ascensione del Muhabura

Il Monte Muhabura, conosciuto anche come Monte Muhavura, è un vulcano spento nella catena dei Monti Virunga posto al confine tra Ruanda e Uganda. Con i suoi 4.127 metri sul livello del mare il Muhabura è il terzo per altezza delle otto principali vette della catena montuosa, che è parte della Rift Valley. Muhabura si trova in parte nel Volcanoes National Park in Ruanda e in parte nel Mgahinga Gorilla National Park in Uganda.
Il nome Muhabura significa la Guida in lingua locale.

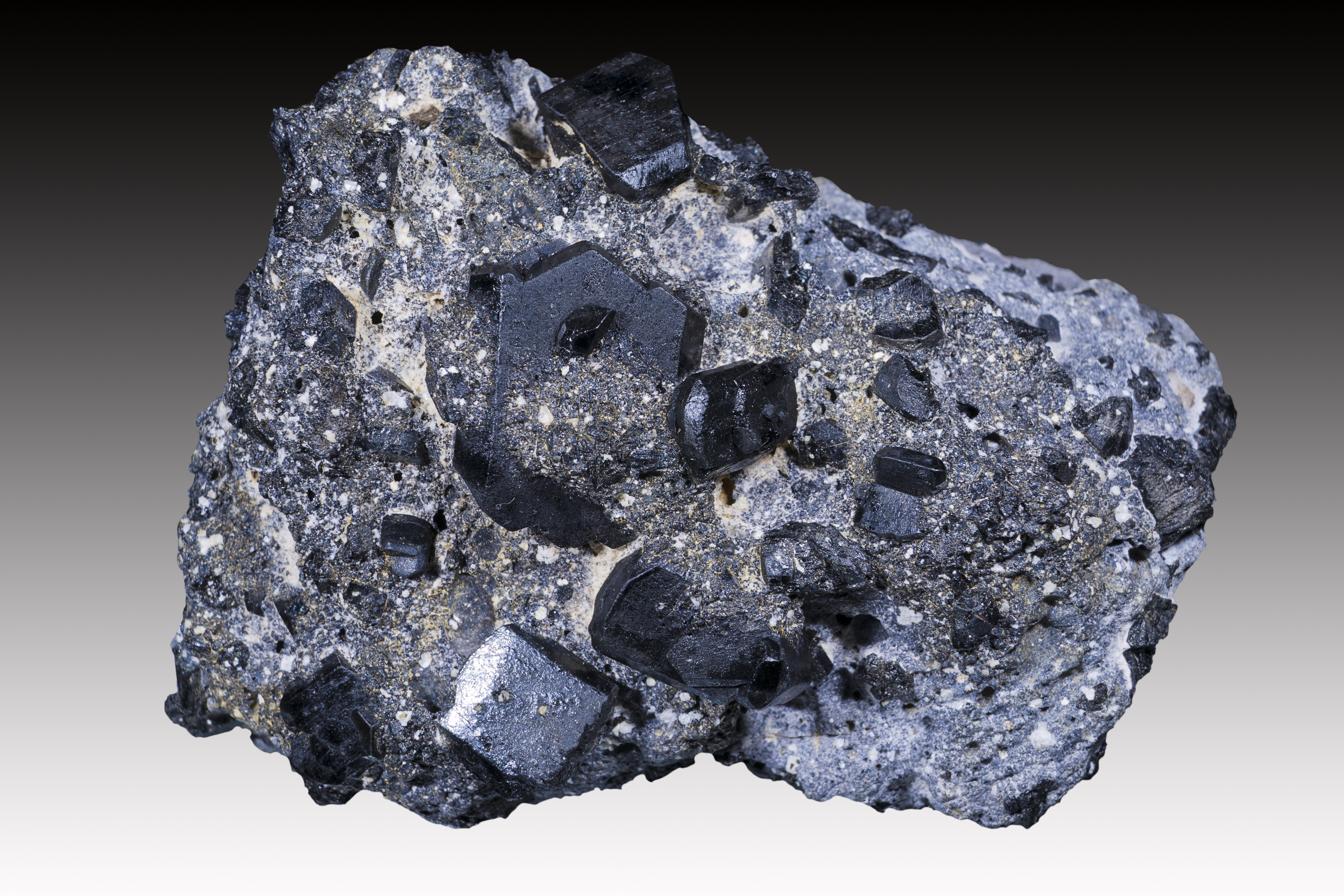
Augite da Muhabura